# Locomotiva FS 410
La locomotiva gruppo 410 era una locomotiva a vapore a quattro assi accoppiati con tender, alimentata a carbone, che le Ferrovie dello Stato acquisirono dalla cessata Società per le Strade Ferrate della Sicilia in seguito al riscatto della Rete Sicula avvenuto nel 1906.

## Storia
La locomotiva venne progettata, verso la fine del secolo XIX, dall'Ufficio Studi della Rete Sicula guidato dall'ingegnere Guglielmo Cappa nell'ambito del programma di rinnovamento ed unificazione dell'eterogeneo ed obsoleto parco rotabili ereditato dalla precedente gestione. Venne designata come gruppo F, secondo la consuetudine che vigeva allora di definire con lettere il gruppo di locomotive secondo la loro funzione, e numerata da 301 a 325. Per le caratteristiche generali ci si rifece al progetto comune alle altre reti, Adriatica e Mediterranea poi immatricolato come Locomotiva Gruppo 420 dalle FS con alcune differenze tecniche tra le quali spiccava l'adozione della distribuzione di tipo Walschaerts al posto della più antiquata Stephenson. La prima unità venne ordinata alla Breda di Milano e consegnata nel 1892 ma le successive uscirono dalle fabbriche dell'Ansaldo di Sampierdarena tra il 1893 e il 1894. Infine nel 1903 un ulteriore lotto di 8 locomotive venne costruito e consegnato dalle Officine Meccaniche di Milano. Nel 1906 avvenuto il passaggio allo Stato della Rete Sicula anche le locomotive vennero incorporate nel parco macchine FS e ricevettero la nuova marcatura a quattro cifre 4101-4125 in seguito divenuta 410.001-025. Le locomotive rimasero a fare servizio fino alla loro radiazione nella rete isolana.

## Caratteristiche
Le locomotive del Gruppo 410 FS, della potenza di 600 hp, erano mezzi di trazione versatili e studiati per ogni tipo d'impiego anche se in conseguenza delle ruote piuttosto piccole (diametro 1.200 mm) raggiungevano soltanto i 45 km/h.
Vennero costruite a vapore saturo e semplice espansione con 2 cilindri esterni; la distribuzione era del tipo Walschaerts a cassetto piano. Come spesso accadeva, vennero costruite in tre serie, di cui una era il prototipo, 21 locomotive costituivano la 1ª serie e 3 locomotive la 2ª serie; queste serie differivano per alcuni particolari e caratteristiche: la lunghezza della caldaia era di 8.194 mm nella prima unità (RS 301 costruita da Breda) e di 8.093 mm nella maggior parte delle unità; facevano eccezione le RS 305, 313 e 316 che avevano la caldaia più lunga, 8.455 mm in quanto uguale a quella del gruppo 420. Variava anche la quantità e la lunghezza dei tubi bollitori; 219 da 52/47 mm per tutte eccetto che nella seconda serie che li aveva più piccoli, 50/45 e in numero minore: 205. Anche la loro lunghezza tra le piastre tubiere variava: 4.700 mm la prima unità, 4.850 la seconda serie e 5.150 mm il gruppo di tre che costituiva la terza serie.
Differente anche il forno e la graticola. Nel prototipo RS 301 il forno aveva la lunghezza di 2.000 mm e la larghezza di 1.100 mm con una graticola della superficie di 2,1 m². Le locomotive della prima serie avevano un forno da 1.900 x 1.100 mm e una superficie di griglia di 2 m² e quelle di seconda serie rispettivamente da 2.050 x 1.070 e 2,15 m².
Le caratteristiche indicate facevano sì che fosse diversa anche la superficie di riscaldamento in contatto con i gas caldi prodotti dalla combustione del carbone nel forno. Nell'unità prototipo il cielo del forno forniva 11 m² e il complesso tubiero 152 m² per un totale di 163 m². Le macchine della seconda serie avevano 10,47 m² di cielo e 156,86 m² di tubi per un totale di 167,33 m² di superficie riscaldante (in virtù della maggiore lunghezza dei tubi bollitori). Infine quelle della seconda serie avevano un cielo di 11 m² e una superficie tubiera di 149,8 con un totale di superficie riscaldante di 160,28 m².
Alle differenze citate corrispondeva una differente quantità oraria di vapore asciutto prodotta: per le tre serie rispettivamente, 6940 kg, 6.780 e 7040 kg. Nonostante tali differenze le macchine erano in grado di produrre uno sforzo di trazione massimo al cerchione, uguale per tutte, di 10.400 kg ma variava quello sviluppabile in continuità alla velocità di 30 km/h che era rispettivamente di 5.370 kg, 5.300 kg e 5.440 kg. All'avviamento, in corrispondenza del coefficiente 1/7 di aderenza, le macchine sviluppavano 7.200 kg, 7.630 kg e 8.130 kg. La seconda serie spuntava quindi meglio i treni rispetto alle altre: ciò si doveva soprattutto ad un maggior peso aderente, 56,9 t, e distribuito im maniera ben equilibrata sui quattro assi, con 14,9 t sul terzo asse motore e 14,1 t sugli altri tre assi accoppiati.
Il prototipo aveva un peso aderente di 50,4 t gravanti in maniera differente sugli assi: 15,1 t sul terzo asse motore, 15,2 t sul quarto, 11,2 t sul secondo e solo 8,9 sul primo. La filosofia di taratura era, come si nota, del tutto differente e venne infatti modificata (forse in base ai risultati ottenuti nella pratica di esercizio) nella prima serie in cui il peso aderente di 53,4 t era gravante per 13,9 t sul terzo asse motore, per 13,6 t sul quarto, per 13,5 sul secondo e per 12,4 sul primo.
La potenza sviluppata dalle locomotive era, per tutte, di 600 hp mentre la velocità massima raggiungibile era limitata a 45 km/h. Le ruote dei 4 assi accoppiati erano del diametro di 1.200 mm; di egual misura erano quelle del tender di serie previsto del tipo a tre assi. Il diametro non molto elevato permetteva solo velocità massime modeste ma sufficienti per la rete isolana e ai fini del traino sulle difficili tratte che spesso si trovava ad effettuare. La prima sala anteriore per facilitare l'inscrizione in curva era libera di traslare trasversalmente di 36 mm.
Le macchine differivano anche esteticamente per alcuni particolari: la posizione della pompa a vapore per l'aria compressa, delle valvole di sicurezza, della posizione del duomo e delle sabbiere ed altri piccoli particolari..
Il meccanismo motore delle 410 era il semplice ed affidabile due cilindri a semplice espansione con diametro dei cilindri di 480 mm e corsa di 660 mm. La distribuzione del vapore era a cassetto piano ma il meccanismo di azionamento era il più efficiente Walschaerts secondo la filosofia progettuale dell'ingegnere Cappa.
Il sistema di frenatura era ad aria compressa ed automatico ma agente solo sulle ruote del tender, mentre la locomotiva frenava con il controvapore nel prototipo e nelle locomotive FS dalla 4113 alla 4125. La 4116 non aveva il controvapore. Per tutte quante il freno a mano era agente sulle ruote del tender. Questo, della massa totale in servizio di 26,4 t trasportava kg. 9500 d'acqua e kg. 2500 di carbone.